# Laurence Helsby, Baron Helsby
Laurence Norman Helsby, Baron Helsby GCB KBE (* 27. April 1908; † 5. Dezember 1978) war ein britischer Regierungsbeamter, der 1968 als Life Peer aufgrund des Life Peerages Act 1958 Mitglied des House of Lords wurde.

## Leben
Helsby begann nach dem Besuch der Sedbergh School in Cumbria ein Studium am Keble College der University of Oxford und war danach zwischen 1930 und 1931 zunächst Lecturer am University College of the South West of England, ehe er anschließend von 1931 bis 1945 Lecturer für Wirtschaftswissenschaften an der University of Durham unterrichtete.
Nach dem Wahlsieg der Labour Party bei den Unterhauswahlen vom 5. Juli 1945 trat er in den öffentlichen Dienst (Civil Service) ein und war erst Assistenzsekretär im Schatzamt (HM Treasury) sowie im Anschluss zwischen 1947 und 1950 Leitender Privatsekretär (Principal Private Secretary) von Premierminister Clement Attlee. Für seine dortigen Dienste wurde er am 2. Januar 1950 Mitglied (Companion) des Order of the Bath (CB).
Nach einer darauf folgenden Verwendung als Beamter im Ernährungsministerium (Ministry of Food) fungierte Helsby als Nachfolger von Paul Sinker zwischen 1954 und seiner Ablösung durch George Mallaby 1959 als Erster Kommissar der Kommission für den öffentlichen Dienst (First Commissioner of the Civil Service Commission). Für seine besonderen Verdienste wurde er am 1. Januar 1955 zum Knight Commander des Order of the British Empire (KBE) geschlagen und führte fortan den Namenszusatz „Sir“.
Danach war er zwischen 1959 und 1963 Ständiger Sekretär (Permanent Secretary) und damit höchster Regierungsbeamter im Arbeitsministerium (Ministry of Labour) und wurde aufgrund seiner dortigen Leistungen am 1. Januar 1963 zum Knight Grand Cross des Order of the Bath (GCB) erhoben. Daraufhin wurde er 1963 Nachfolger von Norman Brook als Gemeinsamer Ständiger Sekretär (Joint Permanent Secretary) des Schatzamtes und wirkte dort bis 1968 in dieser Position zusammen mit William Armstrong, während 1968 Douglas Allen, Baron Croham als deren gemeinsamer Nachfolger wieder alleiniger Ständiger Sekretär des Schatzamtes wurde.
Er übernahm 1963 zugleich als Nachfolger von Norman Brook die Funktion als Leiter des öffentlichen Dienstes (Head of Her Majesty’s Civil Service), während die zugleich von Brook ausgeübte Funktion des Cabinet Secretary von Burke Trend übernommen wurde. Nachfolger als Chef des öffentlichen Dienstes wurde 1968 ebenfalls William Armstrong.
Durch ein Letters Patent vom 21. Mai 1968 wurde Helsby aufgrund des Life Peerages Act 1958 als Life Peer mit dem Titel Baron Helsby, of Logmore in the County of Surrey, in den Adelsstand erhoben und gehörte damit bis zu seinem Tod dem House of Lords als Mitglied an.